# Aziatische kampioenschappen beachvolleybal
De Aziatische kampioenschappen beachvolleybal worden jaarlijks georganiseerd door de Aziatische volleybalbond (AVC) en bestaan zowel uit een toernooi voor mannelijke als vrouwelijke beachvolleybalteams uit Azië en Oceanië. De eerste editie vond in 2000 plaats in de Chinese stad Yangjiang. De edities van 2001 en 2015 waren enkel voor vrouwen, terwijl de editie van 2006 enkel voor mannen was.

## Medailles

### Mannen
| Jaar | Plaats                    | Goud | Goud                                   | Zilver | Zilver                                  | Brons | Brons                                  |
| ---- | ------------------------- | ---- | -------------------------------------- | ------ | --------------------------------------- | ----- | -------------------------------------- |
| 2000 | Yangjiang                 | NZL  | Craig Seuseu Lefu Leaupepe             | INA    | Irilkhum Sofana Markoji                 | AUS   | Patrick Gulline Shaun Blackman         |
| 2001 | Geen toernooi voor mannen |      |                                        |        |                                         |       |                                        |
| 2002 | Yingkou                   | NZL  | Hayden Jones Kirk Pitman               | KAZ    | Dmitiri Vorobjov Pavel Zaboeslajev      | CHN   | Teng Maomin Zhao Chicheng              |
| 2004 | Lianyungang               | CHN  | Xu Qiang Xu Linyin                     | NZL    | Jason Lochhead Kirk Pitman              | KAZ   | Oleg Kiseljov Pavel Zaboeslajev        |
| 2005 | Songkhla                  | INA  | Koko Darkuncoro Agus Salim             | NZL    | Jason Lochhead Kirk Pitman              | JPN   | Taichi Morikawa Katsuhiro Shiratori    |
| 2006 | Kish                      | INA  | Koko Darkuncoro Andy Ardiyansah        | KAZ    | Aleksandr Djatsjenko Aleksej Koelinitsj | INA   | Agus Salim Supriadi                    |
| 2007 | Songkhla                  | INA  | Koko Darkuncoro Andy Ardiyansah        | CHN    | Gao Fangtian Han Shengwei               | NZL   | Greg Lindsay Russell Watson            |
| 2008 | Haiderabad                | INA  | Koko Darkuncoro Andy Ardiyansah        | CHN    | Gao Fangtian Han Shengwei               | THA   | Borworn Yungtin Sataporn Sawangrueang  |
| 2009 | Haikou                    | CHN  | Wu Penggen Xu Linyin                   | KAZ    | Aleksej Koelinitsj Dmitri Jakovlev      | JPN   | Kentaro Asahi Katsuhiro Shiratori      |
| 2010 | Haikou                    | CHN  | Wu Penggen Xu Linyin                   | INA    | Koko Darkuncoro Andy Ardiyansah         | CHN   | Gao Peng Li Jian                       |
| 2011 | Haikou                    | IRI  | Parviz Farrokhi Aghamohammad Salagh    | CHN    | Xu Linyin Wu Penggen                    | KAZ   | Aleksandr Djatsjenko Aleksej Sidorenko |
| 2012 | Haikou                    | AUS  | Christopher McHugh Isaac Kapa          | CHN    | Chen Cheng Li Jian                      | INA   | Koko Darkuncoro Ade Rachmawan          |
| 2013 | Wuhan                     | KAZ  | Aleksandr Djatsjenko Aleksej Sidorenko | THA    | Prathip Sukto Sittichai Sangkhachot     | CHN   | Ha Likejiang Li Jian                   |
| 2014 | Jinjiang                  | AUS  | Christopher McHugh Isaac Kapa          | KAZ    | Dmitri Jakovlev Aleksej Koelesjov       | QAT   | Jefferson Pereira Tiago de Santos      |
| 2015 | Geen toernooi voor mannen |      |                                        |        |                                         |       |                                        |
| 2016 | Sydney                    | AUS  | Christopher McHugh Isaac Kapa          | AUS    | Cole Durant Bo Soderberg                | AUS   | Joshua Court Damien Schumann           |
| 2017 | Songkhla                  | IRI  | Rahman Raoufi Bahman Salemi            | INA    | Ade Rachmawan Mohammad Ashfiya          | AUS   | Damien Schumann Christopher McHugh     |
| 2018 | Satun                     | QAT  | Cherif Younousse Ahmed Tijan           | IRI    | Bahman Salemi Arash Vakili              | KAZ   | Aleksandr Djatsjenko Aleksej Sidorenko |
| 2019 | Maoming                   | QAT  | Cherif Younousse Ahmed Tijan           | CHN    | Gao Peng Li Yang                        | CHN   | Ha Likejiang Wu Jiaxin                 |
| 2020 | Udon Thani                | AUS  | Damien Schumann Christopher McHugh     | CHN    | Ha Likejiang Wu Jiaxin                  | AUS   | Zachery Schubert Maximilian Guehrer    |
| 2021 | Phuket                    | AUS  | Paul Burnett Christopher McHugh        | IRI    | Bahman Salemi Abolhassan Khakizadeh     | QAT   | Cherif Younousse Ahmed Tijan           |
| 2022 | Bandar Abbas              | QAT  | Cherif Younousse Ahmed Tijan           | AUS    | Paul Burnett Christopher McHugh         | CHN   | Li Zhuoxin Xue Tao                     |
| 2023 | Fuzhou                    | AUS  | Thomas Hodges Zachery Schubert         | AUS    | Paul Burnett Christopher McHugh         | THA   | Tipjan Pithak Taovato Poravid          |
| 2024 | Santa Rosa                | AUS  | D'Artagnan Potts Jack Pearse           | AUS    | Mark Nicolaidis Izac Carracher          | IRI   | Abbas Pouraskari Alireza Aghajani      |

### Vrouwen
| Jaar | Plaats                     | Goud                       | Goud                                            | Zilver                     | Zilver                                          | Brons                      | Brons                             |
| ---- | -------------------------- | -------------------------- | ----------------------------------------------- | -------------------------- | ----------------------------------------------- | -------------------------- | --------------------------------- |
| 2000 | Yangjiang                  | CHN                        | Fu Lingli Lan Hong                              | CHN                        | Sun Jing Han Bo                                 | INA                        | Engel Berta Kaize Agustina Sineri |
| 2001 | Pasay                      | JPN                        | Chiaki Kusuhara Ryoko Tokuno                    | CHN                        | Pan Wangye You Wenhui                           | CHN                        | Han Bo Sun Jing                   |
| 2002 | Yingkou                    | CHN                        | Hong Lina Lin Xianling                          | THA                        | Rattanaporn Arlaisuk Manatsanan Pangka          | CHN                        | Han Bo Sun Jing                   |
| 2004 | Lianyungang                | CHN                        | Han Bo Sun Jing                                 | CHN                        | Hu Xiaoyan Zhang Xi                             | CHN                        | Ren Zhengqing Lu Wenfeng          |
| 2005 | Songkhla                   | THA                        | Kamoltip Kulna Usa Tenpaksee                    | THA                        | Yupa Phokongploy Jarunee Sannok                 | JPN                        | Chiaki Kusuhara Satoko Urata      |
| 2006 | Geen toernooi voor vrouwen | Geen toernooi voor vrouwen | Geen toernooi voor vrouwen                      | Geen toernooi voor vrouwen | Geen toernooi voor vrouwen                      | Geen toernooi voor vrouwen | Geen toernooi voor vrouwen        |
| 2007 | Songkhla                   | THA                        | Kamoltip Kulna Yupa Phokongploy                 | CHN                        | Yue Yuan Zhang Wenwen                           | THA                        | Usa Tenpaksee Jarunee Sannok      |
| 2008 | Haiderabad                 | THA                        | Kamoltip Kulna Yupa Phokongploy                 | CHN                        | Ji Linjun Miao Chenchen                         | THA                        | Usa Tenpaksee Jarunee Sannok      |
| 2009 | Haikou                     | CHN                        | Xue Chen Zhang Xi                               | CHN                        | Jin Jieqiong Yue Yuan                           | JPN                        | Ayumi Kusano Mutsumi Ozaki        |
| 2010 | Haikou                     | CHN                        | Xue Chen Zhang Xi                               | KAZ                        | Tatjana Masjkova Irina Tsymbalova               | JPN                        | Sayaka Mizoe Shinako Tanaka       |
| 2011 | Haikou                     | CHN                        | Xue Chen Zhang Xi                               | CHN                        | Zhang Changning Ma Yuanyuan                     | AUS                        | Tamsin Hinchley Natalie Cook      |
| 2012 | Haikou                     | CHN                        | Xue Chen Zhang Xi                               | VAN                        | Henriette Iatika Miller Pata                    | CHN                        | Yue Yuan Ma Yuanyuan              |
| 2013 | Wuhan                      | CHN                        | Yue Yuan Ma Yuanyuan                            | THA                        | Varapatsorn Radarong Tanarattha Udomchavee      | KAZ                        | Tatjana Masjkova Irina Tsymbalova |
| 2014 | Jinjiang                   | AUS                        | Louise Bawden Taliqua Clancy                    | THA                        | Varapatsorn Radarong Tanarattha Udomchavee      | CHN                        | Xue Chen Xia Xinyi                |
| 2015 | Hongkong                   | AUS                        | Louise Bawden Taliqua Clancy                    | VAN                        | Linline Matauatu Miller Pata                    | AUS                        | Mariafe Artacho Nicole Laird      |
| 2016 | Sydney                     | CHN                        | Xue Chen Xia Xinyi                              | AUS                        | Mariafe Artacho Nicole Laird                    | JPN                        | Miki Ishii Megumi Murakami        |
| 2017 | Songkhla                   | AUS                        | Louise Bawden Taliqua Clancy                    | CHN                        | Wang Fan Yue Yuan                               | AUS                        | Phoebe Bell Nicole Laird          |
| 2018 | Satun                      | AUS                        | Mariafe Artacho Taliqua Clancy                  | CHN                        | Wang Fan Xue Chen                               | JPN                        | Miki Ishii Megumi Murakami        |
| 2019 | Maoming                    | AUS                        | Mariafe Artacho Taliqua Clancy                  | CHN                        | Wang Fan Xia Xinyi                              | AUS                        | Phoebe Bell Jessyka Ngauamo       |
| 2020 | Udon Thani                 | CHN                        | Wang Fan Xia Xinyi                              | CHN                        | Wang Jingzhe Wen Shuhui                         | JPN                        | Miki Ishii Megumi Murakami        |
| 2021 | Phuket                     | THA                        | Taravadee Naraphornrapat W. Kongphopsarutawadee | JPN                        | Miki Ishii Sayaka Mizoe                         | AUS                        | Phoebe Bell Georgia Johnson       |
| 2022 | Roi Et                     | NZL                        | Shaunna Polley Alice Zeimann                    | AUS                        | Mariafe Artacho Taliqua Clancy                  | CHN                        | Lin Meimei Xia Xinyi              |
| 2023 | Fuzhou                     | CHN                        | Xue Chen Xia Xinyi                              | THA                        | Taravadee Naraphornrapat W. Kongphopsarutawadee | CHN                        | Wang Jingzhe Aheidan Mushajiang   |
| 2024 | Santa Rosa                 | CHN                        | Wang Jingzhe Xia Xinyi                          | CHN                        | Xue Chen Zeng Jinjin                            | AUS                        | Jana Milutinovic Stefanie Fejes   |

### Medaillespiegel
| Rang   | Land          | Goud | Zilver | Brons | Totaal |
| 1      | China         | 15   | 18     | 12    | 45     |
| 2      | Australië     | 12   | 6      | 10    | 28     |
| 3      | Thailand      | 4    | 6      | 4     | 14     |
| 4      | Indonesië     | 4    | 3      | 3     | 10     |
| 5      | Nieuw-Zeeland | 3    | 2      | 1     | 6      |
| 6      | Qatar         | 3    | 0      | 2     | 5      |
| 7      | Iran          | 2    | 2      | 1     | 5      |
| 8      | Kazachstan    | 1    | 5      | 4     | 10     |
| 9      | Japan         | 1    | 1      | 8     | 10     |
| 10     | Vanuatu       | 0    | 2      | 0     | 2      |
| Totaal | Totaal        | 41   | 41     | 41    | 123    |